# Клуб сендвич
Club sandwich (Клуб сендвич), који се назива и clubhouse sandwich, је сендвич од хлеба (традиционално тостиран), нарезана кувана живина, шунка или пржена сланина, зелена салата, парадајз и мајонез .    Често се сече на четвртине или половине и служе их коктел барови. Модерне верзије често имају два слоја која су одвојена додатном кришком хлеба.

## Историја
Клуб сендвич можда је настао из Уније Клуба у Њујорку.  Најранија позната референца на сендвич је чланак који се појавио у „Вечерњем свету“ 18. новембра 1889, такође је рани рецепт; „Да ли сте већ пробали сендвич Уније Клуба?“ Два тостирана комада хлеба, са слојем ћуретине или пилетине и шунком између њих, која се служе топла. “  Неколико других раних референци такође додељују се кувару Уније клуба у креирању сендвича. 
Други извори сматрају да се о пореклу Клуб сендвича још треба расправити.   Друга теорија сматра да је Клуб сендвич настао у ексклузивном Саратога Спрингсу у Њујорку, играчком клубу крајем 19. века.  "1894. Ричард Канфилд... покровитељ уметности дебонара, купио је клуб Саратога да би га учинио коцкарницом [Канфилд Казино] ... Клуб сендвич је настао у његовим кухињама." --- Енциклопедија америчке хране и пића, Јохн Ф. Мариани [Лебар-Фридман: Њујорк] 1999. (стр. 87) 
Познато је да се сендвич у менијима америчких ресторана појавио већ 1899. године.  Најранија референца на сендвич у објављеној литератури је из Разговора девојке из хора, књиге Реја Кардела из 1903. године.  Историјски, Клуб сендвичи садржавали су кришке пилетине, али с временом је ћуретина све чешћа.  

## Састојци
Као и код БЛТ-а, тостирани бели хлеб је стандард, заједно са ајсбрг салатом (Iceberg salata), сланином и парадајзом. Сендвич је традиционално наматан мајонезом. Међутим, варијације на традиционални Клуб сендвичу обилују. Неки варирају што се тиче протеина, на пример, „доручак клуб" који укључује јаја или „печена говедина клуб". Остали укључују шунку (уместо сланине или као додатак сланини) и/или кришке сира . Сенф и понекад сенф од меда су уобичајени зачини . Различите варијације укључују, на пример, остриге клуб, лосос клуб,  и Dungeness crab ранч.  
Сендвич се обично служи уз или купус салату или салату од кромпира, а често је зачињенкраставцем . Салата од кромпира често се своди на порцију "украса", када се првенствено наручује помфрит или чипс од кромпира . Због високог садржаја масти и угљених хидрата из хлеба, сланине и прелива, Клуб сендвичи су понекад критиковани као нездрави. Бургер Кинг се 2000. године запалио због свог пилећег клуба, који садржи 700 калорија, 44 грама масти (од којих је девет било засићено) и 1.300 милиграма натријума, као и транс масти из фритезе. 